# Zootopia
Zootopia (prt: Zootrópolis; bra: Zootopia - Essa Cidade É o Bicho) é um filme de animação computadorizada, dos gêneros aventura e comédia, produzido pela Walt Disney Animation Studios. O filme conta a história de Judy Hopps, uma coelha com o sonho de se tornar policial na cidade de Zootopia, e da raposa sagaz Nick Wilde, que ganha a vida na base da trapaça. Juntos terão de superar suas diferenças para desvendar um caso relevante em Zootopia.
O filme foi dirigido por Byron Howard (co-diretor de Bolt e Tangled), Rich Moore (Wreck-It Ralph) e Jared Bush como co-diretor (Penn Zero: Part-Time Hero). É o 55.º filme da Walt Disney Animation. Estreou em Portugal no dia 25 de fevereiro, nos Estados Unidos em 4 de março e no Brasil em 17 de março.
Em 8 de janeiro de 2017 ganhou o Globo de Ouro de Melhor Filme de Animação e em 26 de fevereiro ganhou o Oscar de Melhor Filme de Animação.
Zootopia foi recebido com aclamação geral da crítica e do público, que o elogiou pela sua crítica social, personagens e as sequências de ação policial e comédia. Arrecadou mais de 1 bilhão de dólares em bilheteria, o segundo longa animado da Disney a chegar nesta marca após Frozen, e é a quarta maior bilheteria de 2016 e a oitava maior bilheteria de uma animação em todos os tempos. O American Film Institute o elegeu um dos dez melhores filmes americanos do ano.
Em 8 de fevereiro de 2023, Bob Iger anunciou que uma sequência está em andamento.

## Enredo
Em um mundo povoado por mamíferos antropomórficos, Judy Hopps, uma coelha da zona rural, cumpre seu sonho de se tornar a primeira oficial coelho no departamento de polícia da cidade vizinha, Zootopia. Após graduar-se com a cerimônia supervisionada pelo prefeito Leãonardo, o Chefe Bogo a coloca como guarda de trânsito porque duvida seu potencial. Durante um de seus turnos, ela conhece Nick Wilde e Finnick, que são parceiros no crime e que enganam Judy.
Judy abandona seu posto para prender um ladrão, Duke Doninha. Ela é repreendida por Bogo e quase demitida, mas se voluntaria para investigar o caso do marido desaparecido da Sra. Lontroza, depois que a vice-prefeita Bellwether lembra o Chefe Bogo do Programa de Inclusão dos Mamíferos da Prefeitura. Bogo relutantemente concorda em dar-lhe 48 horas para solucionar o caso, com a condição dela demitir-se se falhar. Judy vê Nick na última foto conhecida do Sr. Lontroza e o chantagea a ajudá-la após gravar a confissão dele admitindo que sonegou impostos.
Depois de adquirir informações no Yax e descobrir o número da placa do Sr. Lontroza com Flecha, Judy e Nick seguem a pista até o carro do chefão do crime, Sr. Big. Ele informa ao par que Lontroza é seu florista, e que tinha selvagemente atacado o seu motorista Sr. Manchas. Judy e Nick localizam Manchas, este menciona que os "uivantes" foram responsáveis pelo ataque do Sr. Lontroza. Logo depois, o próprio Manchas fica selvagem e persegue a dupla. Quando Bogo e seus reforços chegam, Manchas some sem explicação alguma. Bogo, indicando a incapacidade de Judy, exige a demissão da coelha, mas Nick toma a frente, insistindo que eles ainda têm 10 horas para resolver o caso. Mais amigáveis um com o outro, Nick conta a Judy que ele foi vítima de bullying por presas e tornou-se um criminoso, acreditando que ele iria ser estereotipado não importa o que fizesse, já que ninguém via raposas de outra forma.
Judy e Nick consultam a vice-prefeita Bellwether para terem acesso ao sistema de câmeras do tráfego da cidade e ver como Manchas desapareceu. Eles identificam os captores como lobos, que Judy acredita ser os "uivantes" que Manchas e Lontroza referiam-se. Judy e Nick localizam Sr.Lontroza e todos os mamíferos desaparecidos no Manicômio Cliffside. Todos são predadores e ficaram selvagem como Manchas. Depois que o par descobre que o prefeito Leãonardo e a Dra. Mel Badger mantinham os predadores presos, a dupla escapa com as provas e a polícia cerca a área, prendendo Leãonardo e Dra. Badger.
Tendo desenvolvido uma amizade com Nick, Judy pede pra ele junta-se ao Departamento de Polícia de Zootopia e tornar-se seu parceiro. Wilde fica feliz e considera a proposta. No entanto, durante uma conferência de imprensa, Judy menciona que os animais selvagens são predadores e sugere que eles podem ter ido de volta para suas "formas selvagens por serem biologicamente predestinados". Nick fica magoado e com raiva (já que Judy estava assim, involuntariamente, dizendo que todos os predadores eram selvagens) recusando a oferta e saindo do departamento. Se espalha por Zootopia o medo e discriminação contra predadores, a estrela Gazelle participa dos protestos anti-discriminação, e Judy sentido-se culpada pede demissão.
De volta ao campo, Hopps aprende com seu ex-rival Gideon Grey que "uivantes" são flores que têm um grave efeito psicotrópico em mamíferos, inclusive presas. Judy retorna a Zootopia, reconcilia-se com Nick, localiza Duke Doninha, e descobre que Doninha tem vindo a recolher os uivantes para um laboratório secreto. O par descobre o laboratório e encontra cientistas ovelhas preparando os soros uivantes que foram injetados nos predadores através de pistolas de dardo. Judy e Nick correm com as evidências mas são perseguidos pelos cientistas.
No museu a caminho da delegacia, o par encontra Bellwether, que tenta pegar a evidência. Percebendo que Bellwether é a mentora da conspiração, Judy e Nick tentam fugir, mas Bellwether encurrala eles e atira um dardo em Nick e chama a Polícia para obter ajuda. Nick aparentemente se torna selvagem e tenta matar Judy, mas os dois estavam fingindo e tinham trocado o soro na pistola de Bellwether por mirtilos. Com a confissão de Bellwether gravado na caneta-cenoura de Judy, os dois têm provas suficientes para desvendar a conspiração. Bellwether e seus cúmplices são presos por seus crimes. Leãonardo confessa ter aprisionado ilegalmente os predadores pelas "razões certas", mas afirma não ter conhecimento da trama de Bellwether.
Meses mais tarde, Judy é reintegrada na Polícia. Os mamíferos selvagens são curados por um antídoto. Inspirada pela fé de Judy nele, Nick se junta a Polícia como o primeiro oficial raposa e o novo parceiro de Judy. No seu primeiro caso, eles abordam Flecha por realizar rachas. Durante os créditos, todos de Zootopia desfrutam de um show da Gazella, enquanto Bellwether se irrita ao ver a transmissão ao vivo da prisão (em contraste com Leãonardo, que, ainda recluso, parece se divertir com o show).

## Elenco
- Ginnifer Goodwin como Judy Hopps
- Jason Bateman como Nick Wilde
- Idris Elba como Chefe Bogo[11]
- J.K. Simmons como Prefeito Leãonardo/Presidente Lionheart[11]
- Jenny Slate como Vice-Prefeita Bellwether/Vice-Presidente Ovina[11]
- Nate Torrence como Policial Benjamin Garramansa/Clawhauser[11]
- Raymond S. Persi como Flecha/Flash[11]
- Alan Tudyk como Duke Doninha/Duke Weaselton.[11]
- Bonnie Hunt como Bonnie Hopps[11]
- Don Lake como Gil Hopps/Stu Hopps[11]
- Octavia Spencer como Sra. Lontroza/Lontra/Otterton[carece de fontes?]
- Tommy Chong como Yax[carece de fontes?]
- Tom Lister Jr. como Finnick[11]
- Jesse Corti como Sr. Manchas[carece de fontes?]
- Mark "Rhino" Smith como Policial McChifre[carece de fontes?]
- John DiMaggio como Jerry Jumbo Jr./Jerry Jumbeaux, Jr.[carece de fontes?]
- Maurice LaMarche como Sr. Big[carece de fontes?]
- Leah Latham como Fru Fru[carece de fontes?]
- Shakira como Gazelle\Gazella[11]
- Katie Lowes como Dra. Mel Badger[carece de fontes?]
- Kristen Bell como Preguicila/Prriscilla[12]
- Gita Reddy como Nangi
- Josh Dallas como Porco Frenético
- Byron Howard como Bucky Oryx-Antlerson
- Jared Bush como Pronk Oryx-Antlerson
- Rich Moore como Doug
- Phil Johnston como Gideon Grey
- Fuschia! como Sargento Instrutor
- Josh Lavelle como Rato capataz
- Josie Trinidad como Senhoria
- Peter Mansbridge como Peter Moosebridge[carece de fontes?]

A dublagem brasileira incluiu Monica Iozzi como Judy, Rodrigo Lombardi como Nick, e Ricardo Boechat como uma versão localizada de Peter Moosebridge, uma onça chamada Onçardo Boi Chá.

## Produção
Em 9 de agosto de 2013, a Disney anunciou na D23 Expo que o diretor Byron Howard, (Bolt e Tangled) estaria dirigindo um filme de comédia/aventura num mundo animal na Walt Disney Animation Studios, com um título sendo Zootopia. O filme é roteirizado por Jared Bush e está previsto para ser lançado em março de 2016. Jason Bateman estava em negociações para a voz de um personagem no filme. De acordo com Howard, Zootopia será diferente dos outros filmes sobre animais antropomórficos, onde os bichos vivem ou na natureza ou no mundo humano. O conceito, onde os animais vivem em um mundo moderno criado por eles, foi bem recebido por John Lasseter, que levantou Howard "no ar, como um bebê Simba", quando ele propôs a ideia para o filme.

## Música
A música do filme foi composta por Michael Giacchino, sendo o seu primeiro longa-metragem na Walt Disney Animation Studios. Além de seu papel na voz de Gazelle, a cantora Shakira também contribuiu com uma canção original para o filme intitulado de "Try Everything", que foi escrita por Sia e Stargate. A instrumental do filme foi gravada por uma orquestra de 80 peças em novembro de 2015, com Tim Simonec conduzindo.

### Trilha sonora

#### Lista de faixas
Todas as músicas compostas por Michael Giacchino (exceto "Try Everything")[carece de fontes?].
| N.º            | Título                                  | Compositor(es)                                    | Intérprete(s)  | Duração |  |
| 1.             | "Try Everything"                        | Sia Furler, Tor Erik Hermansen, Mikkel S. Eriksen | Shakira        | 3:16    |  |
| 2.             | "Stage Fright"                          |                                                   |                | 0:39    |  |
| 3.             | "Grey's Uh-Mad at Me"                   |                                                   |                | 1:44    |  |
| 4.             | "Ticket to Write"                       |                                                   |                | 1:07    |  |
| 5.             | "Foxy Fakeout"                          |                                                   |                | 2:08    |  |
| 6.             | "Jumbo Pop Hustle"                      |                                                   |                | 1:50    |  |
| 7.             | "Walk and Stalk"                        |                                                   |                | 1:29    |  |
| 8.             | "Not a Real Cop"                        |                                                   |                | 1:34    |  |
| 9.             | "Hopps Goes (After) the Weasel"         |                                                   |                | 2:19    |  |
| 10.            | "The Naturalist"                        |                                                   |                | 3:09    |  |
| 11.            | "Work Slowly and Carry a Big Shtick"    |                                                   |                | 0:44    |  |
| 12.            | "Mr. Big"                               |                                                   |                | 2:47    |  |
| 13.            | "Case of the Manchas"                   |                                                   |                | 4:00    |  |
| 14.            | "The Nick of Time"                      |                                                   |                | 5:02    |  |
| 15.            | "World's Worst Animal Shelter"          |                                                   |                | 4:24    |  |
| 16.            | "Some of My Best Friends Are Predators" |                                                   |                | 3:47    |  |
| 17.            | "A Bunny Can Go Savage"                 |                                                   |                | 1:45    |  |
| 18.            | "Weasel Shakedown"                      |                                                   |                | 2:04    |  |
| 19.            | "Ramifications"                         |                                                   |                | 3:58    |  |
| 20.            | "Ewe Fell for It"                       |                                                   |                | 6:37    |  |
| 21.            | "Three-Toe Bandito"                     |                                                   |                | 0:43    |  |
| 22.            | "Suite from Zootopia"                   |                                                   |                | 7:28    |  |
| Duração total: | Duração total:                          | Duração total:                                    | Duração total: | 62:34   |  |

## Lançamento
O primeiro trailer foi lançado em Junho de 2015, o trailer 2 em Novembro de 2015, e em Outubro de 2015 foram apresentadas todas as personagens, assim como os seus dubladores da versão original.
A dublagem dos protagonistas Judy e Nick no Brasil, será feita por Monica Iozzi e Rodrigo Lombardi. O jornalista Ricardo Boechat irá dublar Boi Chá, uma onça pintada jornalista do Brasil, um personagem que só existe na versão brasileira. Na Comic Con Experience, Boechat disse que foi uma forma da Disney reconhecer o público brasileiro.

## Bilheteria
Zootopia estreou nos Estados Unidos fazendo 75 milhões de dólares de bilheteria no fim de semana, tirando Deadpool do topo e conquistando o recorde de melhor lançamento Disney já registrado (descontando os filmes com a Pixar). Outra marca alcançada pelo filme de Byron Howard e Rich Moore foi a de melhor lançamento de uma animação no mês de março, título até então pertencente a O Lorax: Em Busca da Trúfula Perdida, que conseguiu 70,2 milhões de dólares na abertura em 2012.
É a quarta maior abertura em março na história da América do Norte (maior de uma animação), tendo já arrecadado mais de $340 milhões de dólares na região.
Nas bilheterias brasileiras, Zootopia estreou em primeiro lugar arrecadando 9 milhões em seu primeiro fim de semana.[carece de fontes?]
Zootopia ficou durante quatro semanas no topo das bilheterias japonesas, até ser superado por um filme local entre 4-5 de junho. Em junho de 2016, Zootopia se tornou o vigésimo sexto filme a superar um bilhão de dólares na bilheteria global, arrecadando US$ 1,023,784,195 bilhão de dólares. É a quarta animação a atingir essa marca, e segunda da Walt Disney Animation Studios, depois de Frozen.

## Recepção da crítica
Zootopia recebeu aclamação mundial da crítica. No Metacritic, o filme alcançou pontuação 78 num total de 100. No Rotten Tomatoes, o filme agora possui a pontuação de 98%, com 138 críticas positivas e apenas duas negativas e uma nota média de 4.6 em 5. O consenso dos críticos é este: "Zootopia é brilhantemente bem feito, oferecendo uma mensagem inclusiva, que é tão rica e oportuna como sua suntuosa animação, permanecendo ágil e engraçado o suficiente para manter os espectadores mais jovens entretidos".

## Prêmios e indicações
| List of awards and nominations                | List of awards and nominations | List of awards and nominations                                       | List of awards and nominations                                                | List of awards and nominations | List of awards and nominations |
| Prêmiação                                     | Data da cerimônia              | Categoria                                                            | Recipiente(s)                                                                 | Resultado                      | Ref(s)                         |
| --------------------------------------------- | ------------------------------ | -------------------------------------------------------------------- | ----------------------------------------------------------------------------- | ------------------------------ | ------------------------------ |
| African-American Film Critics Association     | 8 de fevereiro de 2017         | Melhor Filme de Animação                                             |                                                                               | Venceu                         | [ 27 ]                         |
| Oscar 2017                                    | 26 de fevereiro de 2017        | Melhor Filme de Animação                                             |                                                                               | Venceu                         |                                |
| American Film Institute                       | 8 de dezembro de 2016          | Top 10 Filmes do Ano                                                 |                                                                               | [ 28 ]                         |                                |
| Annie Awards                                  | 4 de fevereiro de 2017         | Melhor Animação                                                      | Venceu                                                                        | [ 29 ]                         |                                |
| Annie Awards                                  | 4 de fevereiro de 2017         | Melhores efeitos animados em um longa-metragem de animação           | Thom Wickes, Henrik Fält, Dong Joo Byun, Rattanin Sirinaruemarn and Sam Klock | [ 29 ]                         | Indicado                       |
| Annie Awards                                  | 4 de fevereiro de 2017         | Melhor Caracterização de Personagem em um longa-metragem de animação | Dave Hardin                                                                   | [ 29 ]                         | Indicado                       |
| Annie Awards                                  | 4 de fevereiro de 2017         | Melhor Caracterização de Personagem em um longa-metragem de animação | Chad Sellers                                                                  | [ 29 ]                         | Indicado                       |
| Annie Awards                                  | 4 de fevereiro de 2017         | Melhor Design de Personagem em um longa-metragem de animação         | Cory Loftis                                                                   | [ 29 ]                         | Venceu                         |
| Annie Awards                                  | 4 de fevereiro de 2017         | Melhor Direção de um longa-metragem de animação                      | Byron Howard e Rich Moore                                                     | [ 29 ]                         | Venceu                         |
| Annie Awards                                  | 4 de fevereiro de 2017         | Melhor Design de Produção em um longa-metragem de animação           | David Goetz and Matthias Lechner                                              | [ 29 ]                         | Indicado                       |
| Annie Awards                                  | 4 de fevereiro de 2017         | Melhor Storyboarding em um longa-metragem de animação                | Dean Wellins                                                                  | [ 29 ]                         | Venceu                         |
| Annie Awards                                  | 4 de fevereiro de 2017         | Melhor dublagem em um longa-metragem de animação                     | Jason Bateman                                                                 | [ 29 ]                         | Venceu                         |
| Annie Awards                                  | 4 de fevereiro de 2017         | Melhor roteiro em um longa-metragem de animação                      | Jared Bush e Phil Johnston                                                    | [ 29 ]                         | Venceu                         |
| Annie Awards                                  | 4 de fevereiro de 2017         | Melhor edição em um longa-metragem de animação                       | Fabienne Rawley e Jeremy Milton                                               | [ 29 ]                         | Indicado                       |
| British Academy Children's Awards             | 20 de novembro de 2016         | Melhor Filme                                                         | Byron Howard, Rich Moore e Clark Spencer                                      | Venceu                         | [ 30 ] [ 31 ]                  |
| British Academy Children's Awards             | 20 de novembro de 2016         | Votação do BAFTA Kids'                                               | Zootopia                                                                      | Venceu                         | [ 30 ] [ 31 ]                  |
| Chicago Film Critics Association              | 15 de dezembro de 2016         | Melhor Animação                                                      | Zootopia                                                                      | Indicado                       | [ 32 ]                         |
| Critics' Choice Awards                        | 11 de dezembro de 2016         | Melhor Filme de Animação                                             | Zootopia                                                                      | Venceu                         | [ 33 ]                         |
| Dallas–Fort Worth Film Critics Association    | 13 de dezembro de 2016         | Melhor Filme de Animação                                             | Zootopia                                                                      | Venceu                         | [ 34 ]                         |
| Golden Globe Awards                           | 8 de janeiro de 2017           | Melhor Animação                                                      | Zootopia                                                                      | Venceu                         | [ 35 ]                         |
| Golden Trailer Awards                         | 4 de maio de 2016              | O mais original TV Spot                                              | "Oscar Review"                                                                | Venceu                         | [ 36 ]                         |
| Golden Trailer Awards                         | 4 de maio de 2016              | Melhor Trilha Sonora de um TV Spot                                   | "Try Everything Voice 3 Days – IMAX"                                          | Indicado                       | [ 36 ]                         |
| Golden Trailer Awards                         | 4 de maio de 2016              | Melhor propaganda ou banner pré-lançamento                           | "Popcorn Club"                                                                | Indicado                       | [ 36 ]                         |
| Grammy Awards                                 | 12 de fevereiro de 2017        | Melhor Canção escrita para uma Mídia Visual                          | "Try Everything" – Sia Furler e Stargate                                      | Indicado                       | [ 37 ]                         |
| Hollywood Film Awards                         | 6 de novembro de 2016          | Melhor Animação de Hollywood                                         | Zootopia                                                                      | Venceu                         | [ 38 ]                         |
| Hollywood Music in Media Awards               | 17 de novembro de 2016         | Melhor Trilha Sonora Original - Filme de Animação                    | Michael Giacchino                                                             | Indicado                       | [ 39 ] [ 40 ]                  |
| Hollywood Music in Media Awards               | 17 de novembro de 2016         | Melhor Canção - Filme de Animação                                    | "Try Everything" – Sia Furler e Stargate                                      | Indicado                       | [ 39 ] [ 40 ]                  |
| New York Film Critics Circle                  | 1 de dezembro de 2016          | Melhor Filme de Animação                                             | Zootopia                                                                      | Venceu                         | [ 41 ]                         |
| People's Choice Awards                        | 18 de janeiro de 2017          | Filme Favorito                                                       | Zootopia                                                                      | Indicado                       | [ 42 ]                         |
| People's Choice Awards                        | 18 de janeiro de 2017          | Filme Familiar Favorito                                              | Zootopia                                                                      | Indicado                       | [ 42 ]                         |
| People's Choice Awards                        | 18 de janeiro de 2017          | Voz em Animação Favorita                                             | Jason Bateman                                                                 | Indicado                       | [ 42 ]                         |
| People's Choice Awards                        | 18 de janeiro de 2017          | Voz em Animação Favorita                                             | Ginnifer Goodwin                                                              | Indicado                       | [ 42 ]                         |
| San Diego Film Critics Society                | 12 de dezembro de 2016         | Melhor Filme de Animação                                             | Zootopia                                                                      | Indicado                       | [ 43 ] [ 44 ]                  |
| San Francisco Film Critics Circle             | 11 de dezembro de 2016         | Melhor Filme de Animação                                             | Zootopia                                                                      | Indicado                       | [ 45 ] [ 46 ]                  |
| Satellite Awards                              | 19 de fevereiro de 2017        | Melhor Filme de Animação ou Mídia Mixa                               | Zootopia                                                                      | Indicado                       | [ 47 ]                         |
| St. Louis Gateway Film Critics Association    | 18 de dezembro de 2016         | Melhor Filme de Animação                                             | Zootopia                                                                      | Venceu                         | [ 48 ]                         |
| Teen Choice Awards                            | 31 de julho de 2016            | Choice Music: Canção para Filme ou TV Show                           | "Try Everything" de Shakira                                                   | Indicado                       | [ 49 ]                         |
| Toronto Film Critics Association              | 11 de dezembro de 2016         | Melhor Filme de Animação                                             | Zootopia                                                                      | Venceu                         | [ 50 ]                         |
| Washington D.C. Area Film Critics Association | 5 de dezembro de 2016          | Melhor Filme de Animação                                             | Zootopia                                                                      | Indicado                       | [ 51 ]                         |
| Washington D.C. Area Film Critics Association | 5 de dezembro de 2016          | Melhor performance vocal                                             | Jason Bateman                                                                 | Indicado                       | [ 51 ]                         |
| Washington D.C. Area Film Critics Association | 5 de dezembro de 2016          | Melhor performance vocal                                             | Ginnifer Goodwin                                                              | Indicado                       | [ 51 ]                         |